# Funérailles
A elegia Funérailles, escrita em outubro de 1849 em resposta à repressão da Revolução Húngara de 1848 pelos Habsburgos, é a sétima peça da coleção para piano de Franz Liszt intitulada  Harmonies Poétiques et Religieuses (Harmonias Poéticas e Religiosas). É talvez a mais famosa da coleção, tendo sido gravada pelos principais intérpretes de Liszt como Claudio Arrau, Jorge Bolet, Vladimir Horowitz, Georges Cziffra e Martha Argerich. 